# La Chapelle-sur-Oreuse
La Chapelle-sur-Oreuse là một xã của Pháp,tọa lạc ở tỉnh Yonne trong vùng Bourgogne. Xã này có diện tích 17,92 km2, dân số năm 1999 là 412 người.

## Thông tin nhân khẩu
| Năm | 1962 | 1968 | 1975 | 1982 | 1990 | 1999 |
| --- | ---- | ---- | ---- | ---- | ---- | ---- |
| Dân số | 278  | 286  | 290  | 334  | 319  | 412  |
| From the year 1962 on: No double counting—residents of multiple communes (e.g. students and military personnel) are counted only once. |      |      |      |      |      |      |